# LQG控制
LQG控制（linear–quadratic–Gaussian control）的全名是線性二次高斯控制，是控制理论中的基礎最优控制問題之一。此問題和存在加性高斯白噪声的線性系統有關。此問題是要找到最佳的輸出回授律，可以讓二次費用函數的期望值最小化。其輸出量測假設受到高斯噪声的影響，其初值也是高斯隨機向量。
在「使用線性控制律」的最佳控制假設下，可以用completion-of-squares論述進行推導。此控制律即為LQG控制器，就是卡尔曼滤波（線性二次狀態估測器，LQE）和LQR控制器的結合。分離原理指出狀態估測器和狀態回授可以獨立設計。LQG控制可以應用在线性时不变系统及线性時變系統，產生容易計算以及實現的線性動態回授控制器。LQG控制器本身是一個類似其受控系統的動態系統，兩者有相同的維度。
根據分離原理，在一些範圍較寬可能是非線性的控制器中，LQG控制器仍然是最佳的。也就是說「使用非線性控制架構不一定可以改善費用泛函的期望值」。這個版本的分離原理是隨機控制的分離原理（separation principle of stochastic control）提到就算過程及輸出雜訊源可能是非高斯鞅，只要其系統動態是線性的，其最佳控制仍可以分離為最佳狀態估測器（不再是卡尔曼滤波器）及LQR控制器。LQR控制器也有用來控制擾動的非線性系統。

## 問題和解的數學描述

### 連續時間
考慮連續時間的線性動態系統
{\displaystyle {\dot {\mathbf {x} }}(t)=A(t)\mathbf {x} (t)+B(t)\mathbf {u} (t)+\mathbf {v} (t),}
{\displaystyle \mathbf {y} (t)=C(t)\mathbf {x} (t)+\mathbf {w} (t),}
其中{\displaystyle {\mathbf {x} }}是系統狀態變數的向量，{\displaystyle {\mathbf {u} }}是控制輸入向量，{\displaystyle {\mathbf {y} }}是輸出量測值的向量，可用在回授上。系統受到加成性的高斯系統雜訊{\displaystyle \mathbf {v} (t)}及加成性的高斯量測雜訊{\displaystyle \mathbf {w} (t)}所影響。給定一系統，其目標是找到一控制輸入{\displaystyle {\mathbf {u} }(t)}，此控制輸入在每個時間{\displaystyle {\mathbf {} }t}下，和以往的量測量{\displaystyle {\mathbf {y} }(t'),0\leq t'<t}有線性關係，而且此控制輸入可以讓以下的費用函數有最小值：
{\displaystyle J=\mathbb {E} \left[{\mathbf {x} ^{\mathrm {T} }}(T)F{\mathbf {x} }(T)+\int _{0}^{T}{\mathbf {x} ^{\mathrm {T} }}(t)Q(t){\mathbf {x} }(t)+{\mathbf {u} ^{\mathrm {T} }}(t)R(t){\mathbf {u} }(t)\,dt\right],}
{\displaystyle F\geq 0,\quad Q(t)\geq 0,\quad R(t)>0,}
其中{\displaystyle \mathbb {E} }為期望值。最終時間（horizon）{\displaystyle {\mathbf {} }T}可能是有限值或是無限值。若最終時間為無限，則費用函數的第一項{\displaystyle {\mathbf {x} }^{\mathrm {T} }(T)F{\mathbf {x} }(T)}可以忽略，和問題無關。而為了要讓費用函數為有限值，會定義費用函數為{\displaystyle {\mathbf {} }J/T}。
求解上述LQG問題的LQG控制器可以用以下方程表示：
{\displaystyle {\dot {\hat {\mathbf {x} }}}(t)=A(t){\hat {\mathbf {x} }}(t)+B(t){\mathbf {u} }(t)+L(t)\left({\mathbf {y} }(t)-C(t){\hat {\mathbf {x} }}(t)\right),\quad {\hat {\mathbf {x} }}(0)=\mathbb {E} \left[{\mathbf {x} }(0)\right],}
{\displaystyle {\mathbf {u} }(t)=-K(t){\hat {\mathbf {x} }}(t).}
矩陣{\displaystyle {\mathbf {} }L(t)}稱為卡尔曼增益（Kalman gain），和第一個方程卡尔曼滤波有關。在時間{\displaystyle {\mathbf {} }t}，濾波器會根據過去量測及輸入來產生狀態{\displaystyle {\mathbf {x} }(t)}的估測值{\displaystyle {\hat {\mathbf {x} }}(t)}。卡尔曼增益{\displaystyle {\mathbf {} }L(t)}是根據{\displaystyle {\mathbf {} }A(t),C(t)}、二個和白色高斯雜訊有關密度矩陣{\displaystyle \mathbf {v} (t)}、{\displaystyle \mathbf {w} (t)}及最後的{\displaystyle \mathbb {E} \left[{\mathbf {x} }(0){\mathbf {x} }^{\mathrm {T} }(0)\right]}來計算。這五個矩陣會透過以下的矩陣Riccati微分方程來決定卡尔曼增益：
{\displaystyle {\dot {P}}(t)=A(t)P(t)+P(t)A^{\mathrm {T} }(t)-P(t)C^{\mathrm {T} }(t){\mathbf {} }W^{-1}(t)C(t)P(t)+V(t),}
{\displaystyle P(0)=\mathbb {E} \left[{\mathbf {x} }(0){\mathbf {x} }^{\mathrm {T} }(0)\right].}
假設其解{\displaystyle P(t),0\leq t\leq T}，則卡尔曼增益等於
{\displaystyle {\mathbf {} }L(t)=P(t)C^{\mathrm {T} }(t)W^{-1}(t).}
矩陣{\displaystyle {\mathbf {} }K(t)}稱為回授增益（feedback gain）矩陣，是由{\displaystyle {\mathbf {} }A(t),B(t),Q(t),R(t)}及{\displaystyle {\mathbf {} }F}矩陣，透過以下的矩陣Riccati微分方程來決定
{\displaystyle -{\dot {S}}(t)=A^{\mathrm {T} }(t)S(t)+S(t)A(t)-S(t)B(t)R^{-1}(t)B^{\mathrm {T} }(t)S(t)+Q(t),}
{\displaystyle {\mathbf {} }S(T)=F.}
假設其解{\displaystyle {\mathbf {} }S(t),0\leq t\leq T}，回授增益等於
{\displaystyle {\mathbf {} }K(t)=R^{-1}(t)B^{\mathrm {T} }(t)S(t).}
觀察上述二個矩陣Riccati微分方程，第一個沿時間從前往後算，而第二個是沿時間從後往前算，這稱為「對偶性」。第一個矩陣Riccati微分方程解了線性平方估測問題（LQE），第二個矩陣Riccati微分方程解了LQR控制器問題。這二個問題是對偶的，合起來就解了線性平方高斯控制問題（LQG)，因此LQG問題分成了LQE問題以及LQR問題，且可以獨立求解，因此LQG問題是「可分離的」。
當{\displaystyle {\mathbf {} }A(t),B(t),C(t),Q(t),R(t)}和雜訊密度矩陣{\displaystyle \mathbf {} V(t)}, {\displaystyle \mathbf {} W(t)}不隨時間變化{\displaystyle {\mathbf {} }t}，且{\displaystyle {\mathbf {} }T}趨於無限大時，LQG控制器會變成非時變動態系統。此時上述二個矩陣Riccati微分方程會變成代數Riccati方程。

### 離散時間
離散時間的LQG控制問題和連續時間下的問題相近，因此以下只關注其數學式。
離散時間的線性系統方程為
{\displaystyle {\mathbf {x} }_{i+1}=A_{i}\mathbf {x} _{i}+B_{i}\mathbf {u} _{i}+\mathbf {v} _{i},}
{\displaystyle \mathbf {y} _{i}=C_{i}\mathbf {x} _{i}+\mathbf {w} _{i}.}
其中{\displaystyle \mathbf {} i}是離散時間，{\displaystyle \mathbf {v} _{i},\mathbf {w} _{i}}是離散時間高斯白雜訊過程，其共變異數矩陣為{\displaystyle \mathbf {} V_{i},W_{i}}。
要最小化的二次費用函數為
{\displaystyle J=\mathbb {E} \left[{\mathbf {x} }_{N}^{\mathrm {T} }F{\mathbf {x} }_{N}+\sum _{i=0}^{N-1}(\mathbf {x} _{i}^{\mathrm {T} }Q_{i}\mathbf {x} _{i}+\mathbf {u} _{i}^{\mathrm {T} }R_{i}\mathbf {u} _{i})\right],}
{\displaystyle F\geq 0,Q_{i}\geq 0,R_{i}>0.\,}
離散時間的LQG控制器為
{\displaystyle {\hat {\mathbf {x} }}_{i+1}=A_{i}{\hat {\mathbf {x} }}_{i}+B_{i}{\mathbf {u} }_{i}+L_{i+1}\left({\mathbf {y} }_{i+1}-C_{i+1}\left\{A_{i}{\hat {\mathbf {x} }}_{i}+B_{i}u_{i}\right\}\right),{\hat {\mathbf {x} }}_{0}=\mathbb {E} [{\mathbf {x} }_{0}]},
{\displaystyle \mathbf {u} _{i}=-K_{i}{\hat {\mathbf {x} }}_{i}.\,}
卡尔曼增益等於
{\displaystyle {\mathbf {} }L_{i}=P_{i}C_{i}^{\mathrm {T} }(C_{i}P_{i}C_{i}^{\mathrm {T} }+W_{i})^{-1},}
其中{\displaystyle {\mathbf {} }P_{i}}是由以下依時間往前進的矩陣Riccati差分方程所決定：
{\displaystyle P_{i+1}=A_{i}\left(P_{i}-P_{i}C_{i}^{\mathrm {T} }\left(C_{i}P_{i}C_{i}^{\mathrm {T} }+W_{i}\right)^{-1}C_{i}P_{i}\right)A_{i}^{\mathrm {T} }+V_{i},P_{0}=\mathbb {E} \left({\mathbf {x} }_{0}-{\hat {\mathbf {x} }}_{0}\right)\left({\mathbf {x} }_{0}-{\hat {\mathbf {x} }}_{0}\right)^{\mathrm {T} }.}
回授增益矩陣為
{\displaystyle {\mathbf {} }K_{i}=(B_{i}^{\mathrm {T} }S_{i+1}B_{i}+R_{i})^{-1}B_{i}^{\mathrm {T} }S_{i+1}A_{i}}
\
其中{\displaystyle {\mathbf {} }S_{i}}是由以下時間從後往前算的矩陣Riccati差分方程所決定：
{\displaystyle S_{i}=A_{i}^{\mathrm {T} }\left(S_{i+1}-S_{i+1}B_{i}\left(B_{i}^{\mathrm {T} }S_{i+1}B_{i}+R_{i}\right)^{-1}B_{i}^{\mathrm {T} }S_{i+1}\right)A_{i}+Q_{i},\quad S_{N}=F.}
若問題中所有的矩陣都是非時變的，且時間長度{\displaystyle {\mathbf {} }N}趨近無窮大，則離散時間的LQG控制器就是非時變的。此時矩陣Riccati差分方程可以用離散時間的代數Riccati方程取代。可以決定非時變的離散線性二次估測器，以及非時變的離散LQR控制器。為了讓費用是有限值，會用{\displaystyle {\mathbf {} }J/N}來代替{\displaystyle {\mathbf {} }J}。

## 降階LQG問題
在傳統LQG設定中，當系統維度很大時，實現LQG控制器會有困難。降階LQG問題（reduced-order LQG problem）也稱為固定階數LQG問題（fixed-order LQG problem）先設定了LQG控制的狀態數。因為分離原理已不適用，此問題會更不容易求解，而且其解也不唯一。即使如此，降階LQG問題已有不少的數值演算法可以求解相關的最佳投影方程（optimal projection equations），其中建構了局部最佳化的降階LQG問題的充份及必要條件。

## LQG控制的強健性
LQG最佳化本身不確保有良好的強健性，需要在設計好LQG控制後，另外確認閉迴路系統的強健穩定性。為了提昇系統的強健性，可能會將一些系統參數由確定值改假設是隨機值。相關的控制問題會更加複雜，會得到一個類似的最佳控制器，只有控制器參數不同。

## 延伸閱讀
- Stengel, Robert F. . New York: Dover. 1994. ISBN 0-486-68200-5.